# Annekathrin Bürger
Annekathrin Bürger (Berlin, 1937. április 3.) német színésznő, művészeti díjas, Erich Weinert-érmes.

## Életpályája
1955-ben már statisztált a Barenburger Színházban, majd a fővárosban beiratkozott az Állami Színiiskolába. 1956-ban a babelsbergi filmfőiskolán tanult. 1957–1960 között a Deutsches Theater, 1960–1961 között a Theater der Bergarbeiter Senftenberg, 1965–2003 között a Volksbühne tagja volt.
Kiemelkedőbb szerepe: Emilia Galotti és a Makrancos hölgy címszerepe. Több ízben fellépett a televízióban is (pl. Lord Savile bűne). Színes, vonzó színészegyéniség. Érzelemgazdag alakításai átélten ábrázolják a mai (1971) fiatalság egyes típusait.

## Filmjei
- Hegyek és tengerek (Gebirge und Meer) (1955)
- Berlini románc (1956)
- Nyom az éjszakában (Spur in die Nacht) (1956)
- Tilman Riemenschneider (1958)
- 57-es riport (1959)
- A szerelem zűrzavara (Verwirrung der Liebe) (1959)
- Szeptemberi szerelem (1961)
- Az áldozat közbeszól (Der Ermordete greift ein) (1961)
- Jó napot kedves nap! (Guten Tag, lieber Tag) (1961)
- Királyi gyermekek (Königskinder) (1962)
- A második vágány (Das zweite Gleis) (1962)
- Vanina Vanini (1963)
- A halottak nem beszélnek (Tote reden nicht) (1963)
- Farkas a farkasok között (Wolf unter Wölfen) (1965)
- A fáraó (1966)
- A kanadai férfi (Der Mann aus Kanada) (1967)
- Búcsúzás (1968)
- Velem nem, asszonyom! (Mit mir nicht, Madam!) (1969)
- Halálos tévedés (1970)
- Mesés milliók (1970)
- Tecumseh (1972)
- A rendőrség száma 110 (1973–1990)
- Das unsichtbare Visier (1973–1975)
- Elveszlek, elhagylak (1976)
- Der Staatsanwalt hat das Wort (1977–1985)
- Válaszút előtt (1978)
- Pályamódosítás (1984)
- Két férfi, egy eset (1993–1994)
- Im Namen des Gesetzes (1998–2004)
- Charly – Majom a családban (1999)
- Tetthely (1999–2007)
- Gyilkosság a Swinger klubban (2000)
- In aller Freundschaft (2003–2007)
- Tökös csajok (2004)
- Die Stein (2008–2011)